# Army of One
Army of One é um álbum de estúdio do cantor norueguês Espen Lind. 

## Vendas
O álbum foi lançado dia 23 de Junho de 2008 na Noruega, atingindo a marca de 30 mil cópias em um único dia.
O álbum foi gravado por Espen e Bjørn Nessjø, produtor norueguês, em sua própria casa, com o uso de instrumentos como ukulele, tuba e bumbo. A primeira música de trabalho deste disco "Scared Of Heights" chegou ao #1 da VG Lista, a parada norueguesa. O disco também estreou direto no topo da parada.

## Faixas
1. "Sea of Love"
2. "Clearly You Are Falling In Love"
3. "Sweet Love"
4. "Childhood Fields of Clover"
5. "Scared of Heights"
6. "Army of One"
7. "Hopelessly Happy"
8. "The Music Takes You There"
9. "Nightrider"
10. "I Don´t Let My Heart Be Trouble"
11. "Ghost In My Bones" (Faixa bônus da versão digital)[1]